# Digitaria jansenii
Digitaria jansenii är en gräsart som beskrevs av Jan Frederik Veldkamp. Digitaria jansenii ingår i släktet fingerhirser, och familjen gräs. Inga underarter finns listade i Catalogue of Life.